# خوتسنییوویتسه
خوتسنییوویتسه (به چکی: Chocnějovice) یک منطقهٔ مسکونی در جمهوری چک است که در ناحیه ملادا بولسلاو واقع شده‌است.